# Euphorbia sudanica
Euphorbia sudanica är en törelväxtart som beskrevs av Auguste Jean Baptiste Chevalier. Euphorbia sudanica ingår i släktet törlar, och familjen törelväxter. Inga underarter finns listade i Catalogue of Life.